# Three Sides Live
Three Sides Live —en español: Tres lados en Vivo— es el tercer álbum en vivo del grupo de rock pop y rock progresivo Genesis. 
Fue publicado en 1982, y grabado durante la gira de su álbum Abacab en 1981.

## Sinopsis
El título es motivo de confusión, ya que lo estableció la edición original de Norteamérica. Esa edición contenía una cara de LP con cinco canciones grabadas en el estudio, mientras que la versión internacional tenía tres canciones grabadas durante giras anteriores, es decir, cuatro caras en vivo. En 1994 el álbum fue sacado de nuevo mundialmente con las tres canciones de las giras anteriores, y la edición norteamericana fue borrada. Cuatro de las cinco canciones fueron incluidas después en la compilación Genesis Archive #2: 1976-1992, sacada en el 2000.
Este álbum marca el final de otra era musical de Genesis. Aquí se enfocan más en sus canciones de Duke y Abacab, de género pop rock. Sin embargo, está presente un espacio de quince minutos en el que interpretan canciones de su era totalmente progresiva: El "Cage Medley", que contiene su canción "In the Cage" (de The Lamb Lies Down on Broadway) junto con una sección instrumental que tiene partes de "The Cinema Show" (Selling England by the Pound) y "The Colony of Slippermen" (También de The Lamb Lies Down on Broadway), junto con algunos pequeños fragmentos de distintas canciones de Wind & Wuthering. Después entra lentamente el clásico "Afterglow". Este medley se convirtió en la pieza principal de los conciertos del grupo durante varios años, reemplazando a "Supper's Ready". 
Las cinco canciones en el cuarto lado de la versión norteamericana original fueron grabadas en las sesiones de Duke y Abacab, pero no encajaron en los álbumes. "Paperlate" se convirtió en un éxito en la radio del Reino Unido y es una de sus mejores canciones pop, mientras que las otras cuatro son similares a las de su época progresiva, en especial "Evidence of Autumn" y "Open Door", que suenan como las canciones de Wind & Wuthering. Aunque estas canciones no encajaron en sus álbumes, merecían esta distribución que era casi como un EP (Por cierto, las tres canciones del EP 3 X 3 estaban incluidas).
Three Sides Live alcanzó la posición 2 en el Reino Unido y la 10 en Estados Unidos.

## Listado de canciones (ediciones internacionales)

### Disco uno
| Pista | Título Inglés         | Título Español        | Del Álbum                 | Autores                                 | Duración |
| ----- | --------------------- | --------------------- | ------------------------- | --------------------------------------- | -------- |
| 1.    | Turn It On Again      | Enciéndelo Otra vez   | Duke                      | Tony Banks/Phil Collins/Mike Rutherford | 5:16     |
| 2.    | Dodo                  | Dodo                  | Abacab                    | Tony Banks/Phil Collins/Mike Rutherford | 7:18     |
| 3.    | Abacab                | Abacab                | Abacab                    | Tony Banks/Phil Collins/Mike Rutherford | 8:46     |
| 4.    | Behind The Lines      | Detrás De Las Líneas  | Duke                      | Tony Banks/Phil Collins/Mike Rutherford | 5:26     |
| 5.    | Duchess               | Duquesa               | Duke                      | Tony Banks/Phil Collins/Mike Rutherford | 6:38     |
| 6.    | Me and Sarah Jane     | Sarah Jane Y Yo       | Abacab                    | Tony Banks                              | 6:02     |
| 7.    | Follow You, Follow Me | Te Seguiré Me Seguirá | And Then There Were Three | Tony Banks/Phil Collins/Mike Rutherford | 4:58     |

- Canciones 1, 4 y 5 grabadas en el Nassau Coliseum, Long Island, 29 de noviembre de 1981.
- Canciones 2, 3 y 6 grabadas en Birmingham el 23 de diciembre de 1981.
- Canción 7 grabada en The Lyceum, Londres, 7 de mayo de 1980.

### Disco dos
| Pista | Título Inglés                                                            | Título Español                                                                            | Del Álbum                                                   | Autores                                                             | Duración |
| ----- | ------------------------------------------------------------------------ | ----------------------------------------------------------------------------------------- | ----------------------------------------------------------- | ------------------------------------------------------------------- | -------- |
| 1.    | Misunderstanding                                                         | Malentendido                                                                              | Duke                                                        | Phil Collins                                                        | 4:06     |
| 2.    | In the Cage Medley: In the Cage/The Cinema Show/The Colony of Slippermen | Medley en la Jaula: En la Jaula/La Función de Cine/La Colonia de los Hombres Resbaladizos | Selling England by the Pound/The Lamb Lies Down On Broadway | Tony Banks/Phil Collins/Steve Hackett/Peter Gabriel/Mike Rutherford | 11:52    |
| 3.    | Afterglow                                                                | Resplandor Crepuscular                                                                    | Wind & Wuthering                                            | Tony Banks                                                          | 5:13     |
| 4.    | One For The Vine                                                         | Uno Para La Viña                                                                          | Wind & Wuthering                                            | Tony Banks                                                          | 11:03    |
| 5.    | The Fountain Of Salmacis                                                 | La Fuente De Salmacis                                                                     | Nursery Cryme                                               | Tony Banks/Phil Collins/Steve Hackett/Peter Gabriel/Mike Rutherford | 8:36     |
| 6.    | It/Watcher Of The Skies                                                  | Esto/Guardián De Los Cielos                                                               | The Lamb Lies Down On Broadway/Foxtrot                      | Tony Banks/Phil Collins/Steve Hackett/Peter Gabriel/Mike Rutherford | 7:21     |

- Canción 1 grabada en el Savoy Ballroom, Nueva York, 28 de noviembre de 1981.
- Canciones 2 y 3 grabadas en Birmingham, 23 de diciembre de 1981.
- Canción 4 grabada en Theatre Royal, Drury Lane, Londres, 5 de mayo de 1980.
- canción 5 Grabada en 1978, localidad desconocida.
- canción 6 Grabada en Glasgow el 9 de julio de 1976.

## Listado de canciones (edición norteamericana)
Esta edición no se encuentra más en el mercado. El Disco uno poseía las mismas canciones de la versión internacional, pero variaba el disco dos. El listado de canciones de este segundo disco es el siguiente:
| Pista | Título Inglés                              | Título Español                                               | Del Álbum                                                   | Autores                                                             | Duración |
| ----- | ------------------------------------------ | ------------------------------------------------------------ | ----------------------------------------------------------- | ------------------------------------------------------------------- | -------- |
| 1.    | Misunderstanding                           | Malentendido                                                 | Duke                                                        | Phil Collins                                                        | 4:06     |
| 2.    | In The Cage Medley: Cinema Show/Slippermen | Medley En La Jaula: La Función del Cine/Hombres Resbaladizos | Selling England by the Pound/The Lamb Lies Down On Broadway | Tony Banks/Phil Collins/Steve Hackett/Peter Gabriel/Mike Rutherford | 11:52    |
| 3.    | Afterglow                                  | Resplandor Crepuscular                                       | Wind & Wuthering                                            | Tony Banks                                                          | 5:13     |
| 4.    | Paperlate                                  | Noticias                                                     | Nueva grabación                                             | Tony Banks/Phil Collins/Mike Rutherford                             | 3:20     |
| 5.    | You Might Recall                           | Podrías Recordar                                             | Nueva grabación                                             | Tony Banks/Phil Collins/Mike Rutherford                             | 5:31     |
| 6.    | Me And Virgil                              | Virgilio Y Yo                                                | Nueva grabación                                             | Tony Banks/Phil Collins/Mike Rutherford                             | 6:20     |
| 7.    | Evidence Of Autumn                         | Evidencia De Otoño                                           | Nueva grabación                                             | Tony Banks                                                          | 4:57     |
| 8.    | Open Door                                  | Puerta Abierta                                               | Nueva grabación                                             | Mike Rutherford                                                     | 4:06     |

- Canción 1 grabada en el Savoy Ballroom, Nueva York, 28 de noviembre de 1981.
- Canciones 2 y 3 grabadas en Birmingham, 23 de diciembre de 1981.
- Canciones 4, 5 y 6 pertenecen a las sesiones de Abacab, grabadas en The Farm Surrey, 1981.
- Canciones 7 y 8 pertenecen a las sesiones de Duke, grabadas en Polar Studios, Estocolmo, 1979.

## Video
Las filmaciones del concierto, realizadas en el Nassau Colisseum de Long Island, Nueva York, EE. UU., se encuentran intercaladas con entrevistas de la banda con Hugh Fielder e imágenes del grupo viajando con el personal y sus familias. Fielder, posteriormente publicaría estas entrevistas con la banda en su libro The Book of Genesis de 1984. El video de Turn It On Again fue incluido en la compilación Genesis Videos Volume 2, en lugar del video promocional.  Lanzado inicialmente en 1982, Three Sides Live fue reeditado nuevamente en VHS, en octubre de 1991. Fue reeditado en formato DVD en 2009 como parte de la Box Set Genesis: The Movie Box 1981-2007.

### Lista de canciones edición en video
| Pista | Título Inglés                                                            | Título Español                                                                    | Del Álbum                                                     | Autores                                  |
| ----- | ------------------------------------------------------------------------ | --------------------------------------------------------------------------------- | ------------------------------------------------------------- | ---------------------------------------- |
| 1.    | Behind The Lines                                                         | Detrás de las Líneas                                                              | Duke                                                          | Banks/Collins/Rutherford                 |
| 2.    | Duchess                                                                  | Duquesa                                                                           | Duke                                                          | Banks/Collins/Rutherford                 |
| 3.    | Misunderstanding                                                         | Malentendido                                                                      | Duke                                                          | Collins                                  |
| 4.    | Dodo                                                                     | Dodo                                                                              | Abacab                                                        | Banks/Collins/Rutherford                 |
| 5.    | Abacab                                                                   | Abacab                                                                            | Abacab                                                        | Banks/Collins/Rutherford                 |
| 6.    | No Reply At All                                                          | Sin Ninguna Respuesta                                                             | Abacab                                                        | Banks/Collins/Rutherford                 |
| 7.    | Who Dunnit?                                                              | ¿Quién Lo Hizo?                                                                   | Abacab                                                        | Banks/Collins/Rutherford                 |
| 8.    | In the Cage Medley: In the Cage, Cinema Show - The Colony of Slippermen) | En la Jaula (Medley: La Función de Cine - La Colonia de los Hombres Resbaladizos) | The Lamb Lies Down on Broadway / Selling England By The Pound | Banks/Collins/Hackett/Gabriel/Rutherford |
| 9.    | Afterglow                                                                | Resplandor Crepuscular                                                            | Wind & Wuthering                                              | Banks                                    |
| 10.   | Me And Sarah Jane                                                        | Sarah Jane y Yo                                                                   | Abacab                                                        | Banks                                    |
| 11.   | Man On the Corner                                                        | Hombre En La Esquina                                                              | Abacab                                                        | Collins                                  |
| 12.   | Turn It On Again                                                         | Enciéndelo Otra Vez                                                               | Duke                                                          | Banks/Collins/Rutherford                 |

- Las canciones que aparecen en la versión europea en CD de Three Sides Live, "One For The Vine", "The Fountain Of Salmacis", "It/Watcher Of The Skies" no aparecen en el video porque fueron grabadas en giras anteriores del grupo, y fueron agregadas para completar el espacio del material de estudio que aparecía en la edición americana.

- Tanto en el álbum como en el video, no se incluyen las siguientes canciones que fueron interpretadas durante esta gira: "Firth Of Fifth", "The Carpet Crawlers", "The Lamb Lies Down on Broadway", "Dance on a Volcano", "Los Endos", "Supper's Ready" y "I Know What I Like (In Your Wardrobe)".

## Formación
- Phil Collins: Voz, Batería, Percusión
- Tony Banks: Teclados, Voz, Coros
- Mike Rutherford: Bajo, Guitarra, Coros
- Steve Hackett: Guitarra (solamente en "It/Watcher of the Skies")

Músicos adicionales:
- Daryl Stuermer: Bajo, Guitarra
- Chester Thompson: Batería, Percusión
- Bill Bruford: Batería (solamente en "It/Watcher of the Skies")

- Datos: Q1337990